# Arthur Sweeney
Arthur Sweeney   (Dublín, 20 de maig de 1909 - Sekondi-Takoradi, 27 de desembre de 1940) va ser un atleta anglès, especialista en curses de velocitat, que va competir durant la dècada de 1930.
El 1936 va prendre part en els Jocs Olímpics d'Estiu de Berlín, on disputà dues proves del programa d'atletisme. En ambdues quedà eliminat en sèries.
En el seu palmarès destaquen tres medalles d'or als Jocs de la Commonwealth de 1934, en les 100, 220 i 4x110 iardes. El 1938 guanyà una medalla de bronze en els 4x100 metres al Campionat d'Europa d'atletisme, fent equip amb Maurice Scarr, Godfrey Brown i Ernest Page. També guanyà els campionats britànics de l'AAA de les 100 (1935, 1939) i 200 iardes (1936-37) i establí diversos rècords nacionals.
Oficial de la Royal Air Force, morí en un accident d'avió a Costa d'Or, l'actual Ghana.

## Millors marques
- 100 iardes. 9.8" (1936, 1937, 1938)
- 100 metres. 10.4" (1937)
- 200 iardes. 21.2" (1935)[1][4]